# Leysin
Leysin é uma comuna suíça de Vaud, situada no distrito de Aigle.
Sua renda vem essencialmente do turismo, já que no inverno a sua população triplica para dez mil habitantes. A temporada de esqui começa em dezembro/janeiro e vai até abril. Leysin tem a terceira melhor estação de esqui da Suíça, com muitas opções de ski ou snowboard.
Existem quatro colégios e universidades americanas no vilarejo, somando aproximadamente dez mil estudantes, que não são contados como habitantes da cidade. O colégio mais influente da cidade chama-se Leysin American School, ou LAS, onde moram aproximadamente 500 pessoas entre alunos e professores de toda parte do mundo. É uma escola pequena, mas está listada como uma das quinze melhores do mundo por seu bom currículo. Além disso, aparece em terceiro lugar na lista das mais caras escolas para estrangeiros no mundo.

## História

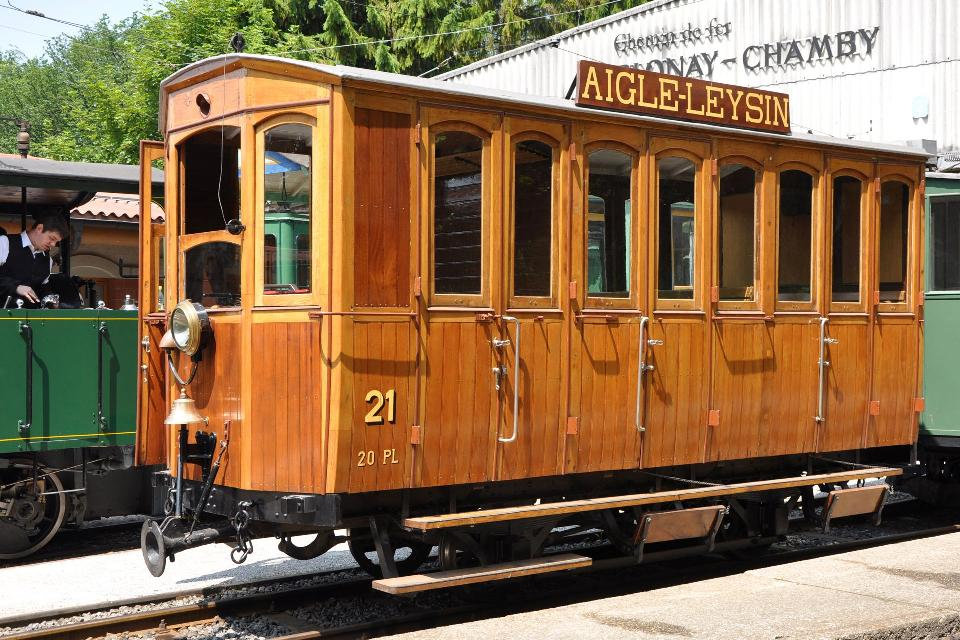
Um eléctrico da AL dos anos 1900

O destino de Leysin, aldeia de agricultura de montanha, muda radicalmente nos anos 1880, quando se verifica que a sua situação favorece o desenvolvimento de sanatórios para tratar os tuberculosos, mas rapidamente o serviço de diligências que demora 3 a 5 horas para fazer o trajecto Aigle-Sépey-Leysin não satisfaz as exigências, mesmo da época. Em 1885 começa a falar-se entre o habitantes e os directores dos hotéis e sanatórios de Leysin de uma ligação por eléctrico e em Setembro de 1891 é feito um pedido para a criação de um caminho de ferro misto - aderência/cremalheira - entre Aigle e Leysin com 6,9 km de comprimento, o Linha Aigle-Leysin.
Depois de ser ter optado pela bitola métrica, foi aberta uma porção por eléctrico entre Aigle e o Grande Hotel dos Banhos, em Aigle. A inauguração teve lugar a 5 de Maio de 1910, quando se trabalhava na extensão até Feydey, que ela foi inaugurada a 5 de Novembro desse ano. Os resultados são espectaculares em valores de frequência e de benefícios, a tal ponto que para não pagar tantos impostos a Linha Aigle-Leysin (AL) decide de mandar construir um viaduto de 200 m entre  Leysin-Village e Leysin-Feydey.